# Malin Berghagen
Malin Birgitta Berghagen (født 11. maj 1966 i Sollentuna, Sverige) er en svensk skuespiller. Hun er halvsøster af journalisten Kristin Kaspersen og datter af Lill-Babs og Lasse Berghagen. I 1992 fik hun en "guldmask". Da hun blev gift med Tommy Nilsson tog hun hans efternavn til Berghagen Nilsson.[kilde mangler]

## Udvalgt filmografi
- Sort Lucia (1992)
- Frihedens skygge (tv-serie, 1994)
- Rederiet (tv-serie, 1994-2002)
- Wallander (tv-serie, 2006)
- The Scar That Scares Me (2025)